# Street Fighter: The Legend of Chun-Li
Street Fighter: The Legend of Chun-Li is een Amerikaanse misdaad-actiefilm uit 2009 onder regie van Andrzej Bartkowiak. Het was na Street Fighter uit 1994 de tweede speelfilm die werd gebaseerd op de gelijknamige reeks computerspellen.

## Inhoud

### Proloog
Chun-Li (Inez Yan) verhuist als klein meisje met haar ouders naar Hongkong. Haar vader Xiang (Edmund Chen) is een gerespecteerd zakenman. In zijn vrije tijd beoefent hij wushu en leert dat aan zijn dochter. De georganiseerde-misdaadbaas Bison (Neal McDonough) is in opkomst in Hongkong. Hij wil Xiang voor zijn karretje spannen en breekt binnen om hem samen met zijn rechterhand Balrog (Michael Clarke Duncan) te ontvoeren. Vanwege het dreigement dat Chun-Li iets overkomt als Xiang niet meewerkt, gaat die met Bison mee.

### Verhaal
Wanneer Chun-Li volwassen is (Kristin Kreuk), is ze opgegroeid tot een concertpianiste, zoals haar vader dat voor haar wenste. Haar moeder Jeanne (Emilze Junqueira) kan niet bij haar uitvoeringen zijn omdat ze ernstig ziek is. Na een concert krijgt Chun-Li een boekrol bezorgd van een anonieme afzender. Hoewel ze Chinees spreekt, kan ze de tekens daarop niet lezen.
Bison heeft zich inmiddels opgewerkt tot een van de misdaadbazen binnen de Shadaloo-organisatie. Hij wil alleen meer en laat de hoofden van de plaatselijke misdaadfamilies komen om ze mee te delen dat hij vanaf dat moment alleenheerser zal zijn. Ze lopen beledigd weg, maar komen het gebouw niet uit omdat Bison zijn huurmoordenaar Vega (Taboo Nawasha) met ze af laat rekenen. Interpol-agent Charlie Nash (Chris Klein) en rechercheur-moordzaken Maya Sunee (Moon Bloodgood) vinden hun afgehakte hoofden de volgende dag terug op schalen in een decor opgezet als Het laatste avondmaal. Xiang werkt nog steeds onder dwang voor Bison, die Chun-Li al die tijd ongezien is blijven volgen en haar veiligheid nog steeds als pressiemiddel gebruikt. Bison wil alle plaatselijke sloppenwijken overnemen door iedere landbezitter op eenzelfde manier tot een voor hem uiterst gunstige verkoop te dwingen. Vervolgens wil hij de bewoners verdrijven, hun hutjes platgooien en er dure appartementen voor in de plaats neerzetten.
Wanneer Chun-Li's moeder aan haar ziekte bezwijkt, wil zij ontcijferen wat de haar gegeven boekrol betekent. Ze belandt in een winkeltje waarvan de verkoopster de tekst herkent als oud-Chinees. Zij kan het lezen. Ze vertelt Chun-Li dat ze op zoek moet in de sloppenwijken van Bangkok naar de voormalige crimineel Gen (Robin Shou). Hij heeft zich bekeerd en komt met de door hem opgerichte 'Orde van het Web' op voor armen en onderdrukten. Volgens de vrouw kan hij Chun-Li helpen te worden wie ze eigenlijk is. De in rijkdom opgevoede Chun-Li gaat op straat leven in Bangkok op zoek naar Gen. Ze ontdekt zo een wereld die ze nooit gekend heeft. Ze ziet verschillende mannen met een spinnenweb op hun hand getatoeëerd, maar ook hoeveel macht criminelen over alles en iedereen hebben verworven. Wanneer Chun-Li ziet hoe vier mannen een zwerver in elkaar slaan, komt ze in opstand. De mannen leggen het af tegen haar, maar zij verliest zelf ook het bewustzijn. Wanneer ze bijkomt, ligt ze in de woning van Gen. Hij volgde haar al een tijdje.
Chun-Li hoort van Gen dat haar vader nog leeft en wil meteen achter Bison aan om hem terug te halen. Gen vertelt haar dat ze daar nog lang niet klaar voor is. Zowel haar gevechtskunsten als haar mentale instelling zijn niet toereikend. Hij legt haar uit hoe groot en machtig Shadaloo is en begint haar klaar te stomen om het daartegen op te nemen. Shadaloo roert zich inmiddels ook in de legale zakenwereld met beveiligingsbedrijf Esperanto als dekmantel. Dit wordt voor Bison geleid door de lesbische Cantana (Josie Ho).
Nash en Sunee schaduwen Bison en komen er zo achter dat hij op een schip uit Moermansk wacht dat hem een zending genaamd 'White Rose' moet bezorgen. Chun-Li trekt diezelfde informatie hardhandig uit Cantana nadat ze die het toilet van een discotheek ingelokt heeft. Wanneer Nash daar opduikt, is hij er getuige van hoe Chun-Li ongewapend met Cantana's lijfwachten afrekent voor ze verdwijnt. Hij weet niet wie ze is. Gen vertelt Chun-Li dat hij samen met Bison opgroeide. Hij vertelt haar dat Bison van kleine dief uitgroeide tot een steeds grotere crimineel omdat hij nooit genoeg heeft. Gen vertelt dat Bison als volwassene een mystiek ritueel heeft uitgevoerd met zijn zwangere vrouw. Daardoor heeft hij al het goede dat in zijn persoonlijkheid zat uit zichzelf getrokken en overgebracht in zijn dan nog ongeboren dochter. Sindsdien heeft hij geen geweten meer.
Chun-Li gaat boodschappen doen. Wanneer ze terugkomt, is Gens huis veranderd in een vlammenzee. Balrog schoot er een raket in. Bison stuurt Vega op Chun-Li af om met haar af te rekenen, maar hij legt het af tegen haar. Balrog en een groep zwaarbewapende mannen krijgen haar wel gevangen. Vastgebonden bij Bison, wordt haar ook vastgebonden vader binnengebracht. Bison breekt zijn nek voor haar ogen. De mannen van Balrog moeten haar afmaken, maar ze ontsnapt en gaat op de loop. Balrog zelf gaat haar achterna en beschiet haar op straat. Ze voorkomt dat een voetballend jongetje geraakt wordt door de kogel zelf in haar bovenarm op te vangen. Balrog heeft haar hierdoor voor het grijpen, maar de normaal bange en nu furieuze buurtbewoners komen massaal in opstand tegen hem. Hij gaat onverrichter zake terug naar Bison.
Gen blijkt nog te leven. Hij geneest haar wond op bovennatuurlijke wijze en leert haar hoe zij zelf energie kan manifesteren in grote werpbare ballen. Daarna zoekt ze Nash op. Ze wil dat hij ook aanwezig is wanneer het schip Bisons 'White Rose' bezorgt. Sunee duikt onverwacht ook op met een zwaarbewapend team. De bezorging waar Bison op wachtte, blijkt een jonge vrouw genaamd Rose (Elizaveta Kiryukhina), zijn puur goede dochter. Hij ontkomt met haar per helikopter. Nash en Chun-Li beseffen dat ze Bisons zwakke plek gevonden hebben. Hij wil absoluut niet dat Rose iets overkomt. Nash traceert haar en neemt haar mee onderwijl dat Gen Bison opzoekt in zijn kantoor. Bison staat op het punt Gen te vermoorden, wanneer Chun-Li arriveert. Hij moet zich hierdoor volledig op haar concentreren. Samen belanden ze op het dak, waar voor beiden duidelijk is dat een van hen het niet gaat overleven.

## Rolverdeling
| - Kristin Kreuk - Chun-Li - Chris Klein - Charlie Nash - Neal McDonough - Bison - Robin Shou - Gen - Moon Bloodgood - Rechercheur Maya Sunee - Josie Ho - Cantana - Taboo Nawasha - Vega - Michael Clarke Duncan - Balrog - Pei-pei Cheng - Zhilan - Edmund Chen - Xiang | - Elizaveta Kiryukhina - Rose - Emilze Junqueira - Jeanne Xiang - Siri Sirijane - Liu - Krystal Vee - Lucy - Thamapat Seengamrat - Secretaris Tong - Tim Man - Yung - Brendan Miller - Bison (jonge versie) - Hannah Tan Mei Lin - Chun-Li (jongere versie) - Katherine Pemberton - Chun-Li (als tienjarige) - Inez Yan - Chun-Li (als vijfjarige) |

## Trivia
- Robin Shou (Gen) speelde eerder ook in de op de Mortal Kombat-computerspellenreeks gebaseerde films Mortal Kombat en Mortal Kombat: Annihilation, verkooptechnisch destijds Street Fighters grote concurrent op de spellenmarkt. Ook verscheen hij in de eveneens op een computerspel gebaseerde film DOA: Dead or Alive.